# 1835 у літературі
Стаття є списком літературних подій та публікацій у 1835 році.

## Книги
- «Шлюбний контракт» (фр. Le Contrat de mariage) — роман Оноре де Бальзака.
- «Миргород» — збірка повістей Миколи Гоголя.

## П'єси
- «Анджело, тиран Падуанський» — п'єса Віктора Гюго.

## Поезія
- «Парацельс» — поема Роберта Браунінга.
- «Калевала» — карело-фінський поетичний епос зібраний та оброблений Еліасом Леннротом.

## Народились
- 10 січня — Фукудзава Юкіті, японський письменник, перекладач і філософ (помер у 1901).
- 15 січня — Климкович Ксенофонт Григорович, галицький письменник (помер у 1881).
- 17 січня — Антанас Баранаускас (лит. Antanas Baranauskas), литовський священик, поет і мовознавець (помер у 1902).
- 8 лютого — Захарія Аструк, французький художник, журналіст, скульптор, композитор і поет (помер у 1907).
- 15 лютого — Деметріос Вікелас, грецький комерсант, поет, філолог (помер у 1908).
- 30 травня — Альфред Остін (англ. Alfred Austin), англійський поет (помер у 1913).
- 27 липня — Джозуе Кардуччі (італ. Giosuè Carducci), італійський поет, лауреат Нобелівської премії з літератури 1906 року (помер у 1907).
- 22 вересня — Потебня Олександр Опанасович, український мовознавець, філософ, фольклорист, етнограф, літературознавець, педагог, громадський діяч (помер у 1891).
- 30 вересня — Заревич Федір Іванович, український письменник (помер у 1879).
- 4 жовтня — Потанін Григорій Миколайович, російський географ, етнограф, публіцист, фольклорист (помер у 1920).
- 30 листопада — Марк Твен, американський письменник (помер у 1910).

## Померли
- 6 липня — Матія Чоп, словенський мовознавець, історик літератури і критик (народився в 1797).
- 5 грудня — Август фон Платнен, німецький поет і драматург (народився в 1796).